# 130 Elektra
130 Elektra, a volte in italiano 130 Elettra, è un asteroide della fascia principale. Scoperto nel 1873, presenta un'orbita caratterizzata da un semiasse maggiore pari a 3,1251850 au e da un'eccentricità di 0,2087706, inclinata di 22,77952° rispetto all'eclittica. Ha probabilmente una composizione simile a quella di Cerere.

## Storia
L'asteroide, scoperto il 17 febbraio 1873 da Christian Heinrich Friedrich Peters dall'osservatorio dell'Hamilton College di Clinton (New York, USA), è dedicato a Elettra, una figura della mitologia greca, figlia di Agamennone e Clitennestra.

## Satelliti
Attorno all'asteroide orbitano tre piccoli satelliti denominati provvisoriamente solo con sigle in quanto ancora privi di nome:
- S/2003 (130) 1: scoperto nel 2003 dal telescopio Keck II. Il satellite ha un diametro pari a 4 km, orbita ad una distanza di 1.353 ± 17  km da Elektra con un periodo di 5,287 giorni[1][2].

- S/2014 (130) 1: scoperto nell'aprile 2016 grazie ad osservazioni effettuale nel dicembre 2014 con le ottiche adattive estreme del VLT dell'ESO. Il satellite ha circa 2 km di diametro, orbita ad una distanza di 501,0 ± 7  km da Elektra con un periodo di 1,192 giorni[3][2].

- S/2014 (130) 2: la sua scoperta è stata resa nota nel febbraio 2022 sulla base di osservazioni effettuate nel 2014. Il satellite avrebbe un diametro di 1,6 ± 0,4 km, orbita ad una distanza di 344,0 ± 5  km da Elektra con un periodo di 0,679 ± 0,001 giorni (circa 16 ore)[4][2].